# Acacia tenuissima
Acacia tenuissima é uma espécie de leguminosa do gênero Acacia, pertencente à família Fabaceae.